# LMS RTE3
LMS_RTE3 es el más alto nivel de certificación ADL que un LMS (Learning Management System) puede recibir cuando lleva a cabo pruebas de certificación.  SCORM 1.2 específica tres niveles de certificación: 
La  Iniciativa Avanzada de Aprendizaje Distribuido (ADL - http://www.adlnet.org), una organización auspiciada por el Departamento de Defensa de los Estados Unidos, es responsable por el desarrollo y administración del estándar SCORM.  Su visión es “proveer acceso a la educación y entrenamiento de la más alta calidad, personalizada a las necesidades individuales, impartida de manera económica en cualquier lugar y en cualquier momento”.
SCORM 1.2 específica tres niveles de certificación: 
LMS-RTE1 significa que el LMS ha implementado solo las partes obligatorias del SCORM. 

LMS-RTE2 significa que el LMS ha implementado las partes obligatorias y algunas de las partes opcionales del SCORM. 

LMS-RTE3 significa que el LMS ha implementado de manera completa el SCORM 1.2.

  Usted debería insistir en tener un LMS con este nivel de certificación ya que le da la mejor garantía de que el contenido SCORM 1.2 pueda funcionar en él. 
ADL evalúa rigurosamente los Sistemas de Gestión del Aprendizaje (LMSs) y el contenido para determinar si son completamente compatibles con el estándar SCORM.  Solo los productos y contenido completamente compatibles son certificados por ADL. 
Muchas empresas de Aprendizaje dicen tener conformidad con el estándar cuando su producto no está certificado con el estándar SCORM. 
La última versión es SCORM 2004.
- Datos: Q2880487